# Кальмарська війна
Кальмарська війна (1611–1613) — війна між Данією-Норвегією та Швецією за панування на Балтійському морі, за південну частину Скандинавського півострова та північне узбережжя Норвегії, що належали Данії.
Неодноразові спроби врегулювати спірні питання, які залишились з часів Північної семирічної війни 1563–1570 років, закінчились безрезультатно. Приготування Швеції до війни змусили Данію в 1611 році оголосити Швеції війну. Данський король Кристіан IV на чолі 6-тисячного війська вторгнувся на територію Швеції та обложив фортецю Кальмар (звідси й назва війни). Шведська армія на чолі з королем Карлом IX спробувала деблокувати фортецю, але зазнала невдачі. В битві 17 червня данці розбили шведів та зайняли Кальмар.
В жовтні Карл IX помер, і шведську армію очолив його син Густав II Адольф. 24 травня 1612 року після майже тритижневої облоги данська армія заволоділа Ельвсборгом — важливою шведською фортецею та єдиним шведським портом в протоці Каттегат та рушила на північ, до Йончопінгу. Данський флот розгорнув активні дії на морі, загрожуючи Стокгольму. Проте облога Йончопінга була невдалою, а в тилу у данців розгорілось повстання шведських селян, змусило Кристіана IV зняти облогу та відступити на південь.
Восени 1612 року за посередництва Англії, Голландії та Бранденбургу між ворогуючими сторонами почались мирні переговори, які завершились підписанням Кнередського миру 1613 року. Новий договір підтверджував вигідні для Данії умови Штетінського миру 1570 року. Крім того, Швеція повинна була протягом 6 років виплатити Данії контрибуцію в розмірі 1 млн талерів (до виконання цієї умови Данія окупувала Ельвсборг та прилеглі території). Поразка шведів в Кальмарській війні значною мірою була зумовлена тим, що найкраща частина шведської армії на чолі з Якобом Делагарді брала участь у війні проти Московського царства.
Кальмарська війна була типовою війною періоду розкладу феодалізму. Бойові дії велись невеликими найманими арміями, були обмежені за масштабами та носили, як правило, сезонний характер. Метою стратегічних дій було заволодіння фортецями противника. Разом з тим для Кальмарської війни було характерним досить широке застосування вогнепальної зброї, що було зумовлено відносно високим рівнем розвитку промисловості в скандинавських країнах.